# Romeo Stancu
Romeo Constantin Stancu (n. 11 mai 1978, Slatina, Olt, România) este un fotbalist român retras din activitate. Primul său antrenor a fost Ion Pârvulescu. A fost component al echipei CS Gaz Metan Mediaș.
În martie 2006 a primit Medalia „Meritul Sportiv” clasa a II-a cu o baretă din partea președintelui României de atunci, Traian Băsescu, deoarece a făcut parte din echipa Rapidului care a obținut calificarea în sferturile Cupei UEFA 2005-2006.